# 代加尼亚克
代加尼亚克（法語：Dégagnac，法語發音：[deɡaɲak]）是法国洛特省的一个市镇，位于该省西部，属于古尔东区。

## 地理
代加尼亚克（44°39'54"N, 1°18'57"E）面积37.9 平方千米，位于法国奧克西塔尼大區洛特省，该省份为法国西南部内陆省份，北起顺时针与科雷兹省、康塔爾省、阿韦龙省、塔恩-加龙省、洛特-加龍省和多尔多涅省接壤。
与代加尼亚克接壤的市镇（或旧市镇、城区）包括：孔科雷斯、然杜、古尔东、拉韦康蒂耶尔、莱奥巴尔、佩里耶、朗普、萨尔维亚克。
代加尼亚克的时区为UTC+01:00、UTC+02:00（夏令时）。

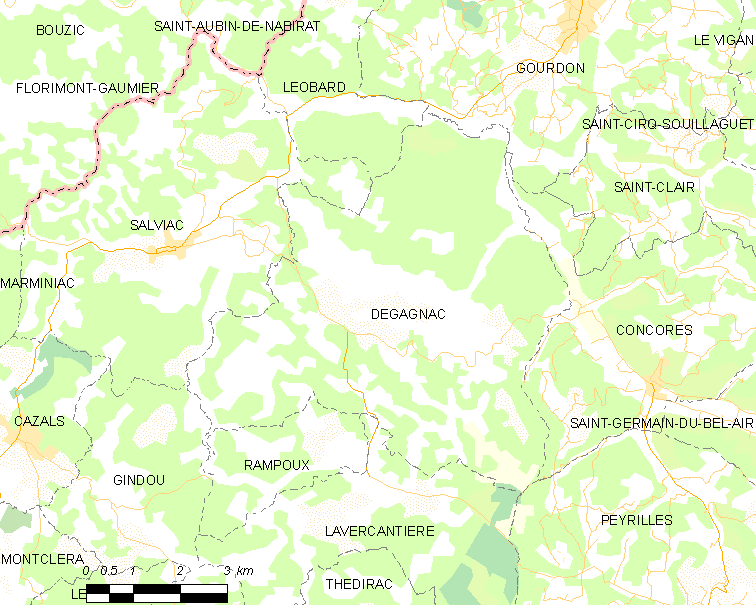
代加尼亚克的OSM定位图

## 行政
代加尼亚克的邮政编码为46340，INSEE市镇编码为46087。

## 政治
代加尼亚克所属的省级选区为古尔东县。

## 交通
洛特省省道D2线、D6线和D51线在境内交汇。

## 人口

1962-2008年间代加尼亚克人口变化图示

代加尼亚克于2022年1月1日时的人口数量为637人。